# Supertaça Cândido de Oliveira 2004
La Supertaça Cândido de Oliveira 2004 è stata la 27ª edizione di tale competizione, la 4ª a finale unica. È stata disputata il 20 agosto 2004 allo Stadio Città di Coimbra di Coimbra. La sfida ha visto contrapposte il Porto, vincitore della Primeira Liga 2003-2004, e il Benfica di Trapattoni, trionfatore nella Taça de Portugal 2003-2004.
Ad aggiudicarsi il trofeo, per la 14ª volta nella storia, è stato il Porto.

## Le squadre
| Squadre | Qualificazione                             | Partecipazioni precedenti (il grassetto indica la vittoria)                                                                 |
| ------- | ------------------------------------------ | --- |
| Porto   | Vincitore della Primeira Liga 2003-2004    | 20 (1979, 1981, 1983, 1984, 1985, 1986, 1988, 1990, 1991, 1992, 1993, 1994, 1995, 1996, 1997, 1998, 1999, 2000, 2001, 2002) |
| Benfica | Vincitore della Taça de Portugal 2003-2004 | 11 (1981, 1983, 1984, 1985, 1986, 1987, 1989, 1991, 1993, 1994, 1996)                                                       |

## Tabellino
| Arbitro: | Carlos Xistra (Castelo Branco) |

|  |           |              |
|  | Marcatori | 55’ Quaresma |

| Benfica | Porto |

### Formazioni
| Benfica             |    |                       |     |     |
|                     |    |                       |     |     |
| P                   | 12 | Quim                  |     |     |
| D                   | 23 | Miguel                |     |     |
| D                   | 3  | Argel                 |     |     |
| D                   | 4  | Luisão ()             | 42’ |     |
| D                   | 18 | Manuel dos Santos     | 48’ |     |
| C                   | 5  | Paulo Almeida         |     | 65’ |
| C                   | 6  | Petit                 | 56’ |     |
| C                   | 47 | João Pereira          |     | 84’ |
| C                   | 10 | Zlatko Zahovič        | 48’ | 59’ |
| C                   | 20 | Simão                 |     |     |
| A                   | 25 | Tomo Šokota           |     |     |
| Sostituti:          |    |                       |     |     |
| P                   | 24 | Yannick Quesnel       |     |     |
| D                   | 2  | Eurípedes Amoreirinha |     |     |
| D                   | 14 | Panagiōtīs Fyssas     |     |     |
| D                   | 33 | Ricardo Rocha         |     |     |
| C                   | 8  | Bruno Aguiar          |     | 65’ |
| C                   | 19 | Everson               |     | 84’ |
| A                   | 22 | Azar Karadas          |     | 59’ |
| Allenatore:         |    |                       |     |     |
| Giovanni Trapattoni |    |                       |     |     |

| Porto            |    |                     |     |     |
|                  |    |                     |     |     |
| P                | 99 | Vítor Baía ()       |     | 86’ |
| D                | 22 | Geōrgios Seïtaridīs |     |     |
| D                | 3  | Pedro Emanuel       |     |     |
| D                | 5  | Ricardo Costa       |     |     |
| D                | 8  | Nuno Valente        |     |     |
| C                | 4  | Hugo Leal           |     |     |
| C                | 6  | Costinha            | 84’ |     |
| C                | 10 | Ricardo Quaresma    | 29’ | 61’ |
| C                | 16 | Diego               |     | 21’ |
| C                | 19 | Carlos Alberto      |     |     |
| A                | 77 | Benni McCarthy      |     | 76’ |
| Sostituti:       |    |                     |     |     |
| P                | 13 | Nuno                |     |     |
| D                | 14 | Miguel Areias       |     |     |
| D                | 17 | José Bosingwa       | 84’ | 61’ |
| C                | 12 | César Peixoto       | 42’ | 21’ |
| A                | 9  | Edgaras Jankauskas  |     |     |
| A                | 21 | Maciel              |     |     |
| A                | 41 | Hélder Postiga      |     | 76’ |
| Allenatore:      |    |                     |     |     |
| Víctor Fernández |    |                     |     |     |